# Таджикский язык
Таджи́кский язы́к (самоназвание — забо́ни тоҷикӣ [zaˈbɔni tɔd͡ʒiˈki], перс.  زبان تاجیکی‎, также форси́и тоҷикӣ́ / forsii tojikī / فارسی تاجیکی [fɔrˈsiji tɔd͡ʒiˈki] «таджикский фарси») — язык (идиом) таджиков стран Средней Азии, государственный язык Таджикистана. Многими лингвистами он признаётся подвидом или этнолектом персидского языка (фарси); проблема «язык или диалект» применительно к таджикскому языку имела также политическую сторону.
Принадлежит к иранской группе индо-иранских языков индоевропейской семьи. Вместе с лингвистической точки зрения очень близким или, можно сказать, не отличимым от него литературным идиомом таджиков Афганистана, официально называемым «языком дари», таджикский язык входит в восточную зону новоперсидского диалектного континуума и рассматривается как северо-восточный вариант персидского языка. Взаимопонимание между носителями таджикского и персоязычными жителями Афганистана и Ирана возможно до сих пор.
Распространён на основной территории Таджикистана, в Горно-Бадахшанской автономной области до Ванчского района, анклавами в некоторых районах Узбекистана (прежде всего, в Самарканде и Бухаре, Сохский район, а также в восточной части Сурхандарьинской области) и юга Кыргызстана.
«Таджики», проживающие в юго-западной части Синьцзян-Уйгурского автономного района Китая, на самом деле являются представителями памирских народов, говорящих на ваханском и сарыкольском языках памирской группы иранских языков и таджикского языка обычно не знают. В Китае сарыкольский язык официально называется «таджикским».
Расхождение таджикского языка с западным вариантом персидского начало прослеживаться примерно в XV веке. Литературный таджикский язык значительно отличается от персидского языка только фонетически, а введение в 1939 году алфавита на основе кириллицы ещё более закрепило эти различия. Таджикский язык сравнительно с персидским отличается большей архаичностью лексики и отдельных фонетических явлений, несколько лучше сохраняя наследие классического периода (IX—XV веков). С другой стороны, его разговорная речь подверглась тюркскому (прежде всего, узбекскому), а с XX века — ещё и русскому лексическому влиянию.

## Происхождение названия
Термин «таджикский язык» представляет собой неологизм, вошедший в обиход в начале 20-х годов XX века при формировании советских республик Средней Азии. Начиная с VII—IX веков и вплоть до вышеуказанного времени как по отношению к литературной форме новоперсидского языка, так и применительно к многочисленным его диалектам и говорам, бытовавшим на обширной территории Ирана, Афганистана и Средней Азии, употреблялось единое название زبان فارسی (тадж. забони форсӣ), то есть «персидский язык».

## История
Ранний новоперсидский язык (darī, pārsī-yi darī), продолжающий разговорное среднеперсидское койне, распространялся (изначально в качестве лингва-франка) в городах Бактрии и Согдианы уже при поздних Сасанидах. В арабском завоевании Средней Азии в VIII в. активно участвовали новообращённые в ислам персоязычные выходцы из Хорасана, в результате чего распространение в регионе новоперсидского — одного из языков завоевателей и нового господствующего класса (наряду с арабским) — значительно усилилось. Став языком исламской проповеди в Средней Азии, язык дари и первая литература на нём оказались под покровительством иранской династии Саманидов (IX—X вв.) с центром в Бухаре. В конечном итоге, новоперсидский в течение двух-трёх столетий вытеснил местные восточноиранские языки (согдийский, бактрийский и другие) на большей части территории Средней Азии. Реликты последних сохраняются только в отдалённых горных долинах, где они также постепенно подвергались замещению таджикским на протяжении последнего тысячелетия вплоть до XIX века, когда на Памире на глазах истории вымер ванчский язык. Общим названием оседлого персоязычного населения Средней Азии стал экзоэтноним «таджик», хотя язык среднеазиатских таджиков продолжал называться словом «фарси» вплоть до XX века.
Вторжения в Среднюю Азию многочисленных тюркских, а затем и монгольских племён повлекли за собой разрыв единого континуума среднеазиатского фарси с западными диалектами Хорасана и Западного Ирана и привели к тюркизации многих областей региона. Быстрее всего переходило на тюркский язык (предок современного узбекского) население сельских низменных областей, более устойчивыми персидские диалекты оказались в городских центрах и особенно в предгорных и горных областях. В ряде предгорных областей с плотным таджикским населением известны обратные случаи перехода тюркских племён на персидскую речь.
Тем не менее положение фарси — прежде всего, как языка канцелярии и культурной жизни — оставалось всё ещё достаточно устойчивым. Для Средней Азии до XIX — начала XX веков был характерен широкий персо-тюркский билингвизм, приведший к существенным изменениям в обоих языках и придавший таджикскому и узбекскому языку черты конвергентного схождения.
После завоевания Российской империей значительной части Средней Азии (60-е года XIX века) районы расселения таджиков оказались разделены между собственно владениями России, Бухарским эмиратом (под протекторатом России) и Афганским эмиратом. После революции в Бухаре в 1920 году и вхождения Средней Азии в состав СССР советскими властями при поддержке местной интеллигенции развёртывается политика по созданию наций нового образца, частью которой было и создание новых литературных норм. В рамках этого процесса, затронувшего и таджиков, проводился курс на демократизацию языка и внедрение грамотности в широкие слои населения.
Новая литературная норма была названа неологизмом «таджикский язык» (тадж. забони тоҷикӣ). Она разрабатывалась, прежде всего, группой литераторов из Бухары и Самарканда во главе с Садриддином Айни и основывалась на северо-таджикских говорах. Таджикский язык был провозглашён официальным в новообразованной Таджикской АССР в составе Узбекской ССР, с 1929 года преобразованной в отдельную союзную республику.
С 1922 года, в соответствии с языковой политикой СССР, начался процесс перевода таджикского языка с традиционной арабо-персидской письменности на латинскую графику, завершённый к 1936 г. Тем не менее уже в 1939 г. была проведена реформа письменности и для записи языка начали использовать кириллическую графику.
Создание для таджиков собственного территориального образования с центром в новом городе Душанбе значительно укрепило позиции таджикского языка на этой территории, где значительное узбекоязычное меньшинство продолжает присутствовать до сих пор. Наоборот, на территории Узбекистана, где после размежевания также оказалось множество таджиков, позиции таджикского, почти лишённого здесь государственной поддержки, окончательно пошатнулись, и процессы ассимиляции резко ускорились.
Значительное влияние русского языка на таджикский начало проявляться с 50-х годов благодаря индустриализации и урбанизации республики, а также массового расселения русскоязычных в Таджикистане.
С 80-х годов таджикская интеллигенция и власти разворачивают деятельность по «реперсизации» языка, которая заключается в замене русизмов (иногда и тюркизмов) на слова из фарси Ирана, возобновлении связи с персоязычными в других странах (Афганистан, Иран), введении в школах преподавания арабо-персидской графики и даже возвращении к арабо-персидской вязи.

## Распространение и статус
К северу от бывшей советской границы таджикские говоры распространены на территории Таджикистана в большинстве его районов. Исключение составляет Горно-Бадахшанская автономная область, где сплошной таджикский ареал заканчивается в долине Ванча (Ванджа), а далее вверх по реке Пяндж распространены, прежде всего, памирские языки, хотя таджикоязычные кишлаки встречаются в Ишкашимском районе (области Горон и Вахан). На севере (повсеместно, кроме верховий Зеравшана) и западе республики (вплоть до линии Душанбе — Куляб) значительны анклавы узбекоязычного населения.
Анклавы таджикского населения широко распространены в основной (восточной) части Узбекистана — прежде всего, в периферийных предгорных районах в Самаркандской, Сурхандарьинской, Кашкадарьинской, Навоийской (Нурата), Ташкентской (Бурчмулла), Наманганской (Чуст, Касансай), Андижанской, Ферганской областях. Исключение составляют оазисы Самарканда и Бухары, где таджикский является языком коренного населения крупных городских центров. Группы таджиков также имеются в Баткенской области Кыргызстана в приграничных местностях с Таджикистаном. На окраине города Ош имеется поселение Лёлю-мааля народности люли, также говорящей на таджикском языке.
Таджикский язык является государственным языком Республики Таджикистан, языком СМИ, обучения в школах и вузах этой страны, включая ГБАО. В Узбекистане и Кыргызстане официального статуса он не имеет; таджикские школы и культурные центры сосредоточены, прежде всего, в Самарканде и Бухаре. Основные центры изучения таджикского языка расположены в Душанбе, Самарканде и Москве.
В качестве второго языка и языка межэтнического общения таджикский широко используется памирскими народностями (разговорный таджикский традиционно называется на Памире форсӣ), а также большинством узбеков Таджикистана и, в значительной степени, узбеками и другими национальностями в Самарканде и Бухаре.

## Диалекты и разновидности
Благодаря исследованиям советских иранистов и таджиковедов было составлено достаточно подробное диалектологическое описание таджикских говоров, чем, к примеру, не могут до сих пор похвастаться фарси Ирана и дари Афганистана. В настоящее время известно более 50 таджикских говоров:4. Они делятся на четыре большие группы:
1. Северные
  - Собственно северные: Северный Таджикистан (Худжанд, Исфара, Истаравшан, Пенджикент), Варзоб и окрестности Душанбе, Узбекистан (Самарканд, Бухара, Нурата, Сурхандарьинская, Кашкадарьинская, Наманганская области и Сохский район), сюда же относится диалект бухарских евреев (еврейско-таджикский диалект).
  - Центральные: Айнинский район, Матча, (верхний Зеравшан Таджикистан)
  - Переходные: верхний Чирчик (Бурчмулла), североферганский, южноферганский (Узбекистан), Баткенская и Ошская области (Кыргызстан).
2. Южные
  - Собственно южные: к югу и востоку от Душанбе (Хатлонская область, Раштский район), бадахшанский диалект таджикоязычных кишлаков Памира. Непосредственное продолжение южных диалектов — диалекты севера Афганистана за рекой Пяндж.
  - Юго-восточные: дарвазский диалект (Дарвазский и Ванчский районы Горно-Бадахшанской автономной области Таджикистана).
  - Переходные: вахиоболинский диалект.
3. юго-восточная (дарвазская) группа;
4. центральная (верхнезеравшанская) группа.

Важной тенденцией в развитии современного таджикского языка, особенно его устной формы, является изменение его диалектной ориентации. Если в советскую эпоху норму таджикского языка задавали говоры Северного Таджикистана, что является ближе к литературному языку, то с приходом к власти выходца из Кулябской области Эмомали Рахмона наибольшее влияние в стране приобрёл южный диалект в его кулябском варианте: он стал преобладать в публичных выступлениях политических деятелей, а также проникать в СМИ и на телевидение. Расхождения между говорами не нарушают общего взаимопонимания у их носителей:4.

### Разновидности языка
Литературный таджикский язык (тадж. забони адабии тоҷикӣ́) значительно отличается от языка, используемого в повседневном общении. Таджики не говорят так, как пишут, и в устной форме не пользуются литературным языком. Одним из морфологических различий является так называемая разговорная форма изафета (изофата), когда определение ставится впереди (а не после) определяемого, причём первое принимает окончание -а (-я), а второе — местоименную энклитику (притяжательный суффикс) -аш (-яш):41-42: например, бачая холааш вместо холаи бача («тётка ребёнка»):42, Яғноба обаш ширин… вместо оби ширини Яғноб («сладкая вода Ягноба»). Послелог -ро, оформляющий прямое дополнение, в устной речи приобретает форму -а после согласных и -я после гласных: Маҷлис плана тасдиқ кард («собрание утвердило план»). Предлог аз («с, из, от») в устной речи нередко употребляется в форме ай или просто а, причём перед словом, начинающимся с согласного звука, этот согласный акустически воспринимается как удлинённый (удвоенный) звук: аб бозор («с базара»), ах хона («из дома»):71. Предлог ба, соответствующий русским предлогам «в, на» и обозначающий направление действия («куда? кому?»), в устной речи может употребляться как послелог:72, что не соответствует норме современного литературного таджикского языка:179: хонаба («домой, в дом») вместо ба хона, қишлоқба («в кишлак») вместо ба қишлоқ, ман корба меравам («я иду на работу») вместо ман ба кор меравам.
На различия между литературным и обиходно-разговорным таджикским языком накладываются многочисленные диалектные особенности, проявляющиеся на различных уровнях языковой структуры: лексическом, грамматическом, фонетическом и др. Так, гласный Ӯ является отдельной фонемой (то есть играет смыслоразличительную роль) в северных говорах, но в центральных и южных говорах смешивается с У:7. В канибадамском говоре предлог дар («в, на» при вопросе «где?») выступает как послелог в формах -анда (в согласном исходе), -нда (в гласном исходе): хонанда («дома, в доме») вместо дар хона, кӯчанда («на улице») вместо дар кӯча:71.

## Письменность
Со времён завоевания Арабским халифатом Средней Азии система письменности таджикского языка была основана на арабском алфавите, а в 1929 году, в связи с новым укладом таджикской государственности, была переведена на латиницу:7.
В современном таджикском языке используется кириллица. Кириллический таджикский алфавит, впервые введённый в 1940 году:7, приобрёл современный вид в 1998 году. В таджикском обществе после распада СССР ведутся споры об отказе от кириллицы, однако официально Министерство образования и науки не видит необходимости в переходе на персидский алфавит. В учебной программе общеобразовательных учреждений Таджикистана присутствует предмет Алифбои ниёгон («Алфавит предков»), на котором изучается персидская письменность на основе арабицы.
| А а | Б б | В в | Г г | Ғ ғ  | Д д  | Е е       | Ё ё  | Ж ж  | З з  | И и  | Ӣ ӣ  |
| [a] | [b] | [v] | [ɡ] | [ʁ]  | [d]  | [e], [je] | [jɔ] | [ʒ]  | [z]  | [i]  | [ˈi] |
| Й й | К к | Қ қ | Л л | М м  | Н н  | О о       | П п  | Р р  | С с  | Т т  | У у  |
| [j] | [k] | [q] | [l] | [m]  | [n]  | [ɔ]       | [p]  | [r]  | [s]  | [t]  | [u]  |
| Ӯ ӯ | Ф ф | Х х | Ҳ ҳ | Ч ч  | Ҷ ҷ  | Ш ш       | Ъ ъ  | Э э  | Ю ю  | Я я  |      |
| [ɵ] | [f] | [χ] | [h] | [tʃ] | [dʒ] | [ʃ]       | [ʔ]  | [e-] | [ju] | [ja] |      |

Современный таджикский алфавит насчитывает 35 букв и основан на русском алфавите (за вычетом четырёх букв для звуков, не присущих таджикской фонологии) с добавлением шести диакритических букв для звуков, отсутствующих в русском языке:
| Описание         | Г с чертой | И с макроном | К с хвостиком | У с макроном | Х с хвостиком | Ч с хвостиком |
| Таджикская буква | Ғ          | Ӣ            | Қ             | Ӯ            | Ҳ             | Ҷ             |
| Фонема           | [ʁ]        | [ˈi]         | [q]           | [ɵ]          | [h]           | [dʒ]          |
- Несмотря на одинаковый способ образования Ӣ и Ӯ, функции двух этих графем существенно различаются. Если Ӯ обозначает отдельную фонему /ɵ/, то Ӣ означает ту же фонему, что и И /i/, но используется только в конце слова в качестве «окончательного долгого -ӣ» (обычно ударен), чтобы отличить его от краткого -и в изафете (всегда безударен): дӯстӣ /dɵsˈti/ «дружба», но дӯсти ман /ˈdɵsti man/ «мой друг». Если к слову на -ӣ добавляется изафет или другая энклитика, то -ӣ меняется на -и: дӯстии мо /dɵsˈtiji ˈmɔ/ «наша дружба», дӯстию меҳрубонӣ /dɵsˈtiju mehrubɔˈni/ «дружба и любезность».
- Таджикский алфавит сохраняет традиционные йотированные буквы русского алфавита: Ё, Ю, Я для йотированных О, У и А, соответственно. В начале слов и после гласных их употребление аналогично русскому. После согласных (после изъятия из азбуки в 1998 г. буквы Ь) йотированная буква не обозначает отсутствующее в таджикском смягчение согласных, а сохраняет йотацию: дарё /darˈjɔ/ «река», чоряк /tʃɔrˈjak/ «четверть». Буква Ё в таджикском языке, в отличие от русского, на письме не может быть заменена на Е.
- Особое положение занимают буквы Е и Э. Фонема [e] обозначается в начале слова нейотированной буквой Э, однако для позиции после согласного она обозначается буквой Е: Эрон /eˈrɔn/ «Иран», мех /meχ/ «гвоздь». При этом в позиции в начале слова (встречается только в заимствованиях) и после гласных Е, как и в русском, приобретает йотацию: ем /jem/ «фураж», оед /ɔˈjed/ «приходите». Похоже используется графема И, после гласных обозначающая /ji/: дӯстии мо /dɵsˈtiji mɔ/ «наша дружба».
- Фонема /ɵ/ после /j/ может встречаться только в заимствованиях из узбекского языка, для этого сочетания особой буквы не предусмотрено: йӯрға /jɵrˈʁa/ «иноходь». Таким же образом передаётся сочетание /ji/ в начале слов (узбекизмов): йигит /jiˈgit/ «парень», «джигит».
- Буква Ъ используется в таджикских словах для обозначения гортанной смычки /ʔ/ в арабизмах, которая в разговорной речи часто заменяется на удлинение предшествующей гласной: баъд /baʔd/ > [baːd] «после».

## Лингвистическая характеристика
По своему грамматическому строю таджикский язык принадлежит к числу языков аналитического типа:531 и, в отличие от древнеперсидского языка, не имеет системы флективных форм:4. Отношения между словами выражаются не при помощи падежей, а через синтаксис: предлоги, послелоги, изафет, порядок слов в предложении и др.:4:531:70

### Фонетика и фонология

#### Гласные
| Классический персидский | a | ɑː | ɪ | iː | eː | ʊ | uː | oː |
| Дари Афганистана        | a | ʌ  | ɪ | i  | e  | ʊ | u  | o  |
| Таджикский              | a | ɔ  | i | i  | e  | u | u  | o  |
| Фарси Ирана             | æ | ɒ  | e | i  | i  | o | u  | u  |

Вокализм литературного таджикского, основанный на северных диалектах:
|         | Передний | Средний     | Задний      |
| ------- | -------- | ----------- | ----------- |
| Верхний | и /i/    |             | у /u/       |
| Средний | е /e̞/    | у̊ /ɵ̞/ */o̞/* | у̊ /ɵ̞/ */o̞/* |
| Нижний  | а /a/    | а /a/       | о /ɔ/       |

От классического персидского произошли пять пар долгих и кратких гласных; гласные из пары [а̄, а̇] остались отдельными как о и а, а четыре пары стали едиными гласными: [ӣ, и̇] > и; [е̄, е̇] > е; [ӯ,у̇] > у; [у̊̄, у̊̇] > у̊. Эти одинарные гласные звуки делают для носителей северотаджикских говоров несколько сложным освоение традиционной арабо-персидской графики, где долгие гласные переносятся полными буквами, а краткие гласные обозначаются диакритическими знаками, которые обычно не пишутся. Например, буд (< бӯд) «был» транслитерируется как بود‎ (b-v-d), в котором буква و‎ представляет долгий гласный ӯ; а шуд (< шу̇д) «стал» транслитерируется как شد‎ (š-d), но с диакритикой, как شُد‎, в котором знак  ُ‎ представляет краткий гласный у̇.
Звук о и звуки и, е, у и у̊, являющиеся исторически долгими (ӣ, е̄, ӯ, у̊̄), — «устойчивые», то есть на их длительность и качество не влияет отсутствие ударения и финали слога. Звук а и звуки и, е, у и у̊, являющиеся исторически краткими (и̇, е̇, у̇, у̊̇), — «неустойчивые», то есть они подвергаются редукции в неударных открытых слогах. Следовательно, «устойчивые» и «неустойчивые» гласные в современном таджикском (а также иранском) наречии противопоставляются по длительности только в открытом безударном (обычно предударном) слоге, в котором устойчивые произносятся примерно в два раза дольше, чем неустойчивые (примерно 0,18—0,19 с против 0,08—0,09 с).
Звук о, продолжающий классически долгий ā, звучит как [ɔ]. Он подвергся более заметному огублению, чем афганско-персидский [ʌ], и большему подъёму вверх, чем иранско-персидский [ɒ]; впрочем, он не такой верхний, как русский [o̞]; наоборот, звук а, продолжающий классически краткий ȧ, не поднят вверх, как ирано-персидский [æ].
Звуки е и у̊ продолжают маҷҳул («неизвестные» с точки зрения классического арабского языка) гласные — классически долгие ē и ō и классически краткие ė и ȯ. Следует иметь в виду, что в традиционном персидско-арабском письме ни долгие, ни краткие маҷҳул-гласные нельзя отличить от долгих или кратких маъруф («известных» в классическом арабском) гласных, а именно — классически долгих ī и ū, или классически кратких i̇ и u̇. Маҷҳул-гласные звуки е и у̊ могут являться «пониженными» аллофонами маъруф-гласных звуков и и у (как исторически долгие [ӣ → е̄] и [ӯ → у̊̄], так и исторически краткие [и̇ → е̇] и [у̇ → у̊̇]), чаще всего в комплементарной дистрибуции непосредственно перед глоттальным согласным (ҳ /h/ или ъ /ʔ/), который находится в том же слоге. Кроме того, в определённых словах маҷҳул-гласные е и у̊ (исторически долгие е̄ и у̊̄) могут являться аллофонами в свободном чередовании с классическими дифтонгами ай и ав (ав может быть представлен фонетически как аў; см. обсуждение буквы в ниже в разделе «согласные»). Маҷҳул е и у̊ реализуются даже в словах, заимствованных из арабского (эти аллофонические вариации с участием маҷҳул-гласных встречаются в соседних дари и узбекском, а также в урду-хинди). На севере Таджикистана и в таджикоязычных регионах Узбекистана задний маҷҳул-гласный у̊ продвинулся вперёд во рту, отступя от классического [o̞] по цепному сдвигу гласных заднего ряда, и вообще звучит как [ɵ̞] (огублённое шва).
Южнотаджикский вокализм имеет существенные отличия, сближающие его с вокализмом наречия дари. Здесь, унаследованные от классического персидского долгие и краткие гласные звуки произносятся отчётливее, чем в северотаджикских диалектах. Тем не менее одно важное отличие этих диалектов как от дари, так и от северных диалектов, заключается в том, что почти во всём южном и центральном Таджикистане, хотя передний маҷҳул-гласный е (е̄, е̇) чётко отличается в речи от переднего маъруф-гласного и (ӣ, и̇), задний маҷҳул-гласный у̊ (у̊̄, у̊̇) поднялся вверх во рту, отдалившись от классического [o̞] цепным сдвигом гласных заднего ряда (а не сместился в середину рта, как на севере страны), и слился в задний маъруф-гласный у (ӯ, у̇). Для южных диалектов характерен переход о > у перед носовыми (нон > нун «хлеб»), как в разговорном фарси Ирана. Он также дополняется переходом а > ə в той же позиции (кардам > кардəм, записывается часто как кардум «я сделал»).

#### Согласные
|               | Губные      | Зубные      | Пост- альвеолярные | Палатальные | Велярные    | Увулярные   | Глоттальные |
| ------------- | ----------- | ----------- | ------------------ | ----------- | ----------- | ----------- | ----------- |
| Носовые       | м /m/       | н /n/       |                    |             | нг /ŋ/      |             |             |
| Взрывные      | п б /p/ /b/ | т д /t/ /d/ | ч ҷ /tʃ/ /dʒ/      |             | к г /k/ /ɡ/ | қ /q/       | ъ /ʔ/       |
| Фрикативные   | ф в /f/ /v/ | с з /s/ /z/ | ш ж /ʃ/ /ʒ/        |             |             | х ғ /χ/ /ʁ/ | ҳ /h/       |
| Аппроксиманты |             | л /l/       |                    | й /j/       |             |             |             |
| Дрожащие      |             | р /r/       |                    |             |             |             |             |

В отличие от фарси, в таджикском (как и в дари) на фонемном уровне последовательно различаются қ /q/ и ғ /ʁ/.
Фонема /v/, представлена буквой в, реализуется согласными аллофонами [v] или [ʋ], как в Иране. Находящаяся непосредственно после гласного (обычно а или о) в том же слоге, в /v/ может реализоваться также полугласным аллофоном [u̯], посредством чего он с предшествующим гласным образует фонетический дифтонг (таким же образом полугласный й [i̯]) образует дифтонг с предыдущим гласным). Полугласный аллофон [u̯] (соответствующий букве ў в белорусском языке) реализован особенно на юге Таджикистана, как в Афганистане и классическом персидском.
Основные тенденции разговорной речи:
- -VбС- > -VvC-/-VwC- (в основном, на юге): сабз > /sabz/ > [savz]/[sawz] «зелёный»;
- выпадение -р- перед согласным (-VpC- > -VC-): кардам > /karˈdam/ > [kaˈdam] «я сделал» (но орд /ɔrd/ «мука́»).

В некоторых северных и южных диалектах имеются арабские звуки /ʕ/ (ع) и /ħ/ (ح), встречающиеся в арабизмах, в то время как в большинстве персо-таджикских говоров они заменены соответственно на /ʔ/ (или ноль) и /h/.

### Морфология
Грамматика таджикского языка весьма сходна с персидской грамматикой, однако развила некоторые черты, отличающие её от последней.

#### Числительные
- 0 — Сифр; Нол
- 1 — Як;
- 2 — Ду;
- 3 — Се;
- 4 — Чор;
- 5 — Панҷ;
- 6 — Шаш;
- 7 — Ҳафт;
- 8 — Ҳашт;
- 9 — Нӯҳ;
- 10 — Даҳ.